# Piazza Nicola Amore
La Piazza Nicola Amore (conocida popularmente como  'e quatto palazze, en napolitano, los cuatro palacios) es una plaza de Nápoles, Italia, situada a lo largo del Corso Umberto I, en la intersección con la Via Duomo, en pleno centro histórico de la ciudad.

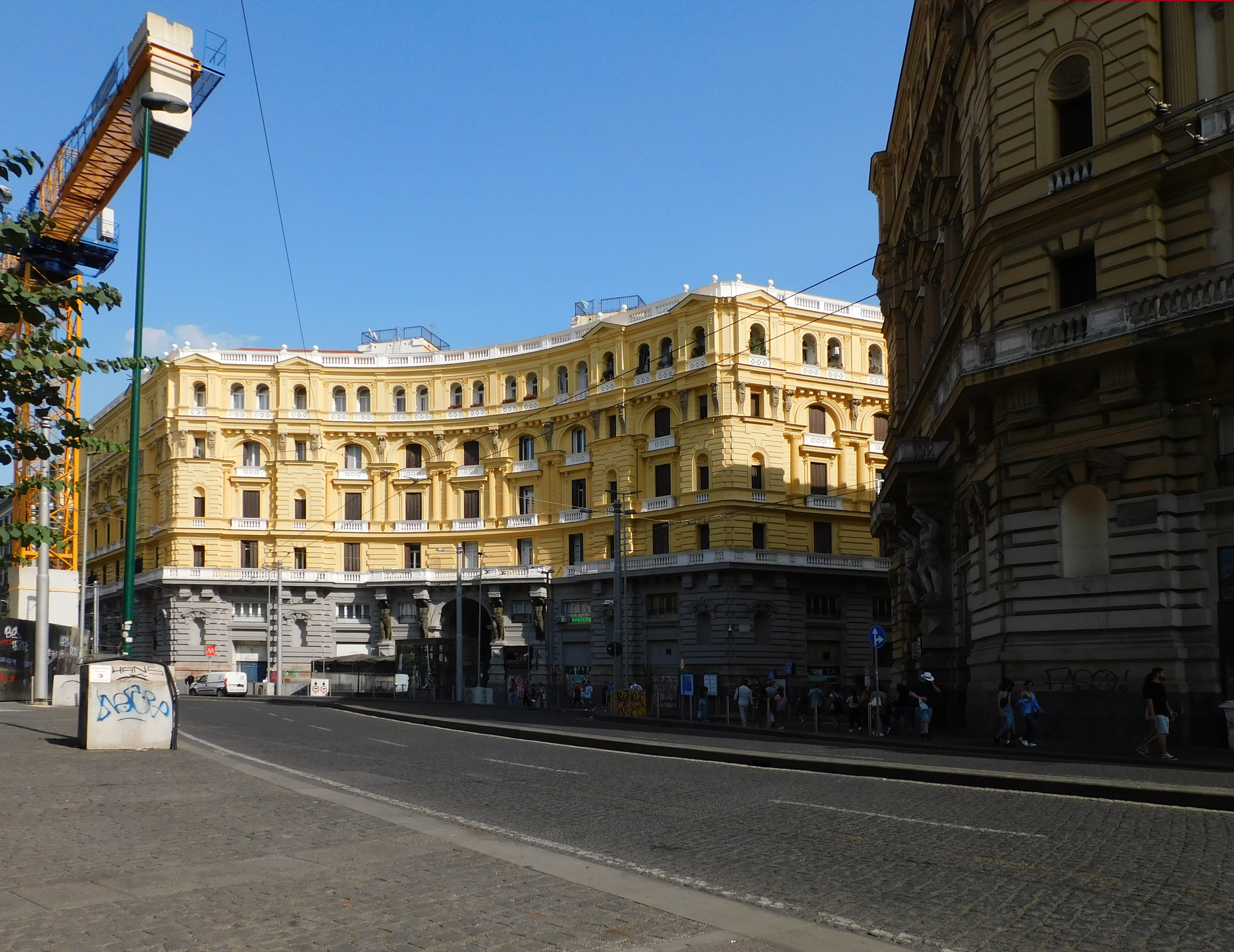
Uno de los cuatro palacios de frente.

Dedicada a Nicola Amore, el alcalde que promovió las obras del Risanamento de Nápoles, se llama comúnmente en napolitano 'e quatto palazze por los cuatro palacios idénticos que rodean la plaza.

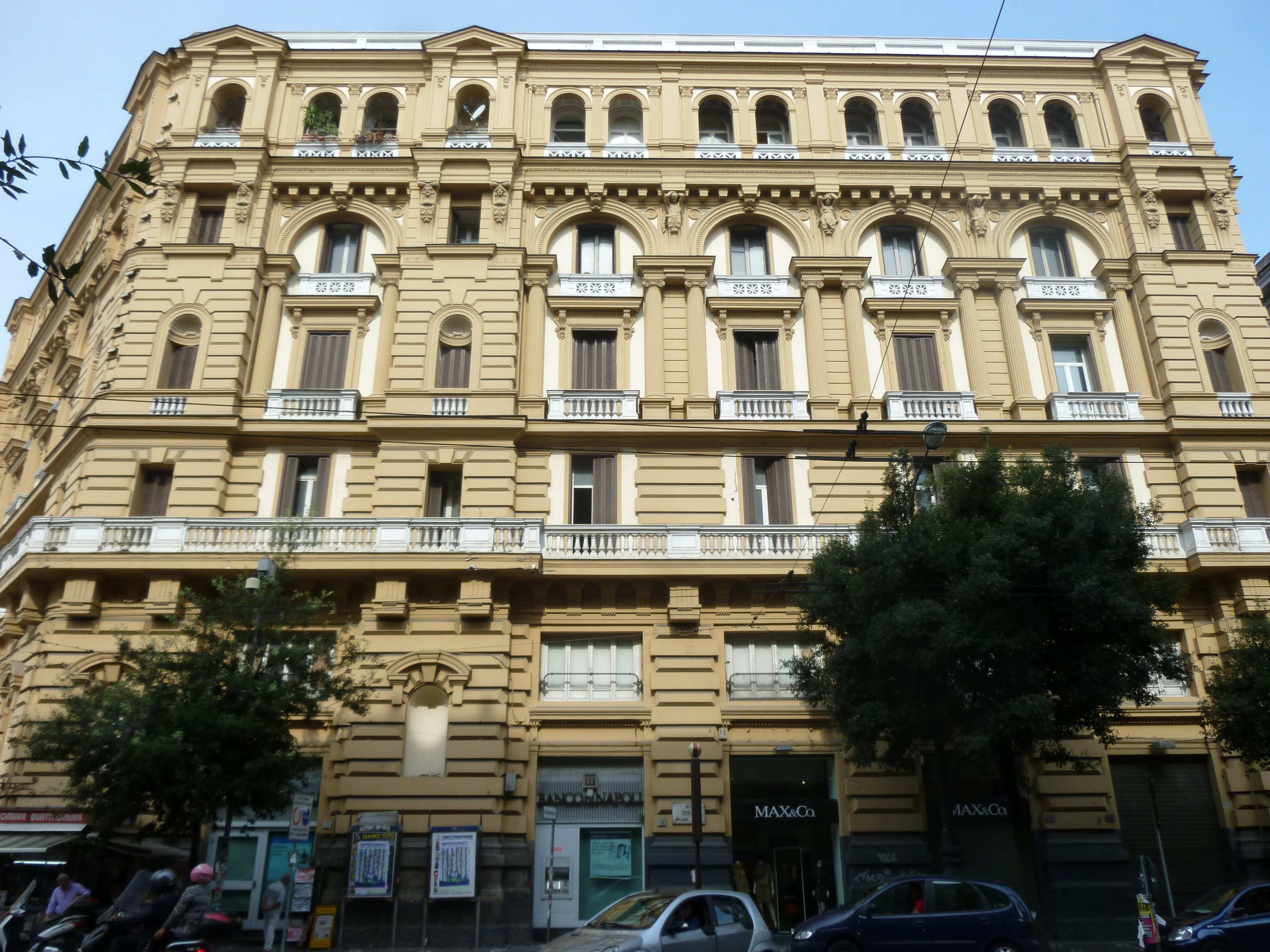
Otra imagen de uno de los cuatro palacios.

La plaza está entre la Piazza Giovanni Bovio y la Piazza Garibaldi, situadas en los extremos del Corso Umberto I.

## Historia

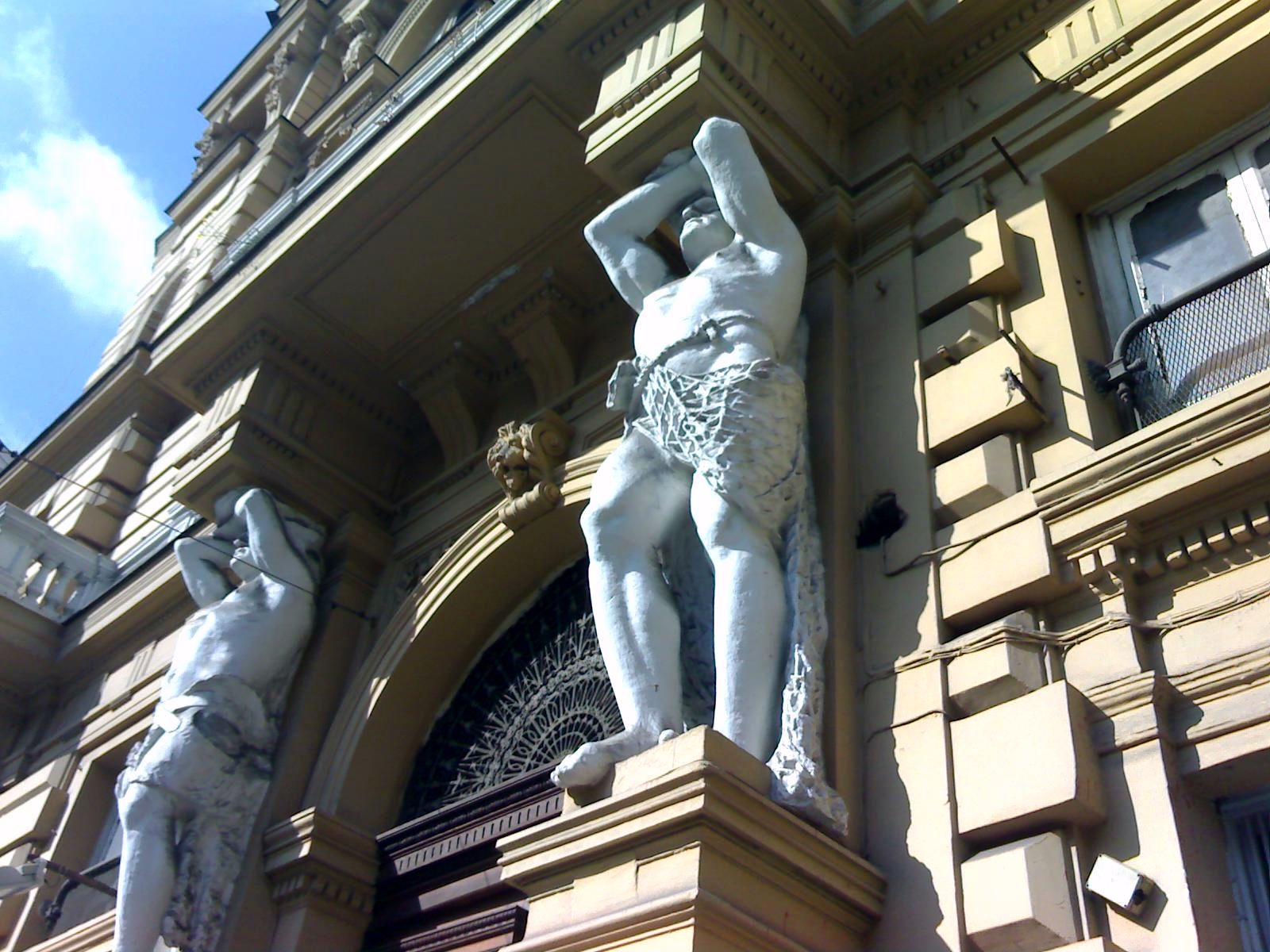
Dos de los cuatro atlantes presentes en la fachada de cada edificio.

La plaza surgió con las obras del Risanamento, en una zona donde antiguamente estaba la Piazza della Sellaria o del Pendino, estrecha y larga, en la cual se situaban la Fontana della Sellaria y la Fontana di Atlante, del siglo XVI, para la que trabajó Giovanni da Nola.
El nombre original de la plaza era Piazza Agostino Depretis, como ordenó en 1891 el comisario real Giuseppe Saredo, pero posteriormente se realizó un intercambio de topónimos con la Via Nicola Amore (según se ordenó en 1894), que pasó a llamarse Via Depretis.
En 1896 el comisario real Ottavio Serena decidió que la plaza albergara la Fontana del Nettuno, cuya colocación era muy incierta en esa época, pero problemas técnicos impidieron que se materializara esta decisión.
En el centro de la plaza se instaló una estatua del alcalde Nicola Amore esculpida por Francesco Jerace e inaugurada el 7 de febrero de 1904, fecha en la cual la plaza asumió su denominación actual (como via Depretis). Sin embargo, la estatua se trasladó a la Piazza della Vittoria para eliminar cualquier obstáculo que hubiera en el trayecto rectilíneo que recorrería Hitler el 5 de mayo de 1938 con ocasión de su revisión a la Regia Marina en el Golfo de Nápoles. Desde esa ocasión la estatua no se devolvió a la plaza, dejando en su lugar primero una copa giratoria anónima y posteriormente un pequeño jardín.
El 15 de julio de 1982 fue asesinado en la plaza, recién salido de casa, el superintendente Antonio Ammaturo junto con su conductor Pasquale Paola. El atentado fue reivindicado por las Brigate Rosse.
A finales de los años noventa las obras de la línea 1 del Metro de Nápoles se trasladaron de las zonas montañosas a la parte baja de la ciudad. En el centro de la plaza están las obras de la futura estación Duomo en lugar de la antigua aiuola.

## Descripción
La plaza tiene planta circular, según la cual se modelan las fachadas de los cuatro palacios construidos en el estilo neorrenacentista típico de los nuevos edificios de la zona y presente desde la Via Depretis, y por todo el Corso Umberto I hasta llegar a la Piazza Garibaldi.
Estos palacios se caracterizan por una arquitectura poderosa y monumental que sin embargo les puede hacer parecer rechonchos y fácilmente asociables a grandes bloques únicos. Cada portal está flanqueado por dos atlantes que acentúan la grandeza de los edificios. Los edificios situados al noroeste y al sureste tienen un patio interior cubierto por una estructura de vidrio y hierro que permite el acceso también desde las calles traseras, Piazzetta Arcangelo Scacchi y Via Renovella respectivamente.

## Hallazgos arqueológicos

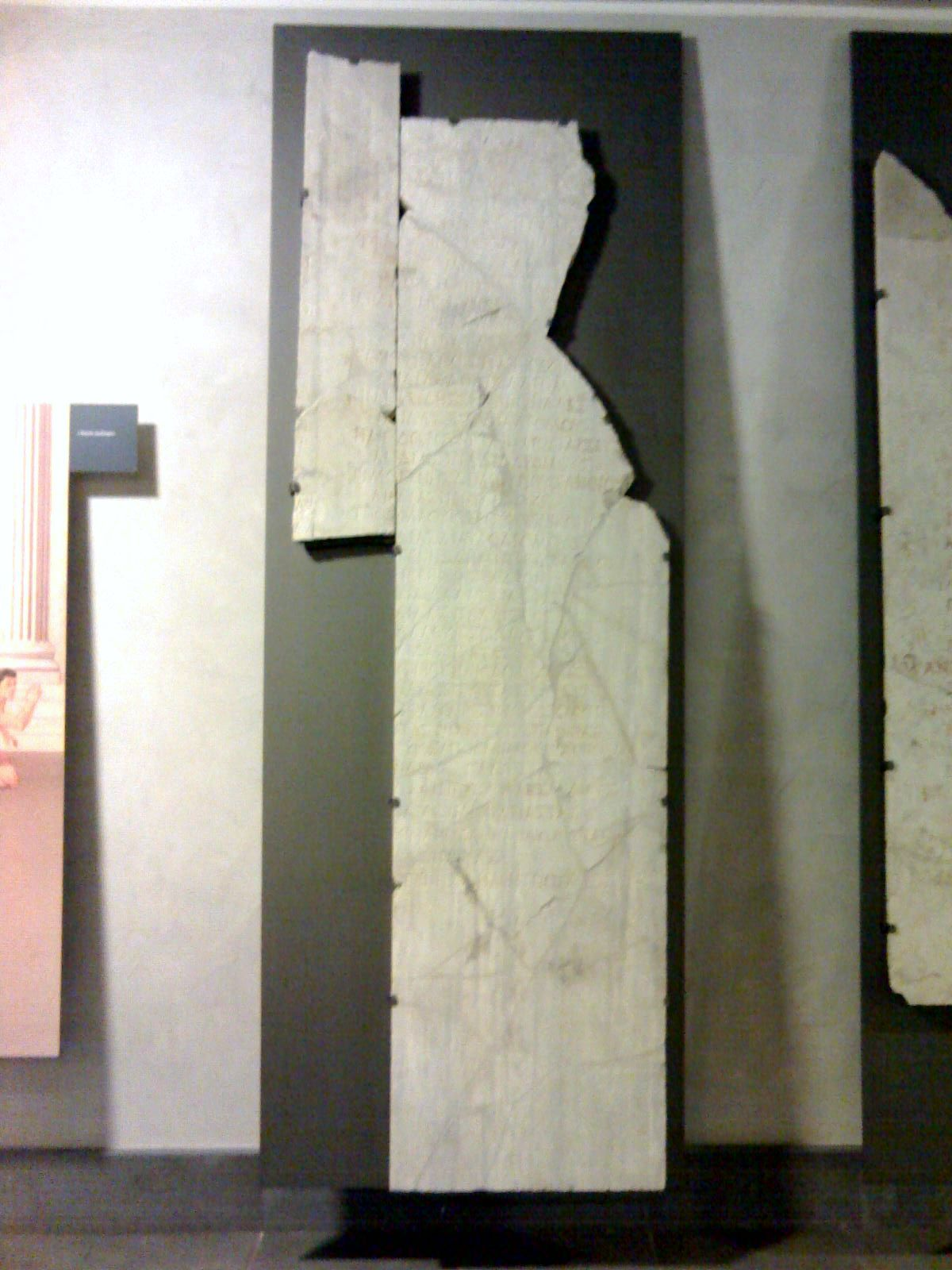
La placa con los nombres de los ganadores de los Juegos Isolímpicos grabados (actualmente en el museo Stazione Neapolis).

Como era previsible, en las obras del Metro no tardaron en aparecer los hallazgos arqueológicos: en una zona cercana al puerto, activa urbanísticamente desde la época greco-romana aunque situada justo fuera de las murallas antiguas (según la historiografía estaban a pocos metros de distancia dos puertas marinas de Neapolis: la Porta Baiana y la Porta Pizzofalcone) y urbanizado desde la Edad Media, la plaza ha custodiado en sus profundidades restos muy importantes para la historia de Nápoles, solo menos relevantes que los de la Piazza Municipio. Ya en 1893, en la época del Risanamento, se encontraron restos de un complejo termal con frescos.
Entre los hallazgos más importantes están los restos de un edificio rectangular que data de los siglos IV y III a. C. y un templo de la edad imperial, dedicado a los  Juegos Isolímpicos (o Sebastà), instituidos por César Augusto en el año 2 d. C. en Nápoles por ser la ciudad más griega de la península y custodia de la cultura helénica. De hecho, Isolímpicos significa "igual a los Juegos Olímpicos". Los dos edificios formaban parte de un único complejo, dedicado a la realización de los juegos. Se encontraron cerca de un porticado que también pertenece al complejo (quizá el llamado gymnasium) las inscripciones de los ganadores de las varias prácticas deportivas en las que se competía en los juegos.
Este sitio arqueológico será visible a la ciudad no solo porque será rodeado por la estación en construcción, sino también porque se cubrirá con una bola exterior de vidrio y metal, proyectada por el mismo arquitecto de la estación, Massimiliano Fuksas y situada en el centro de la plaza.

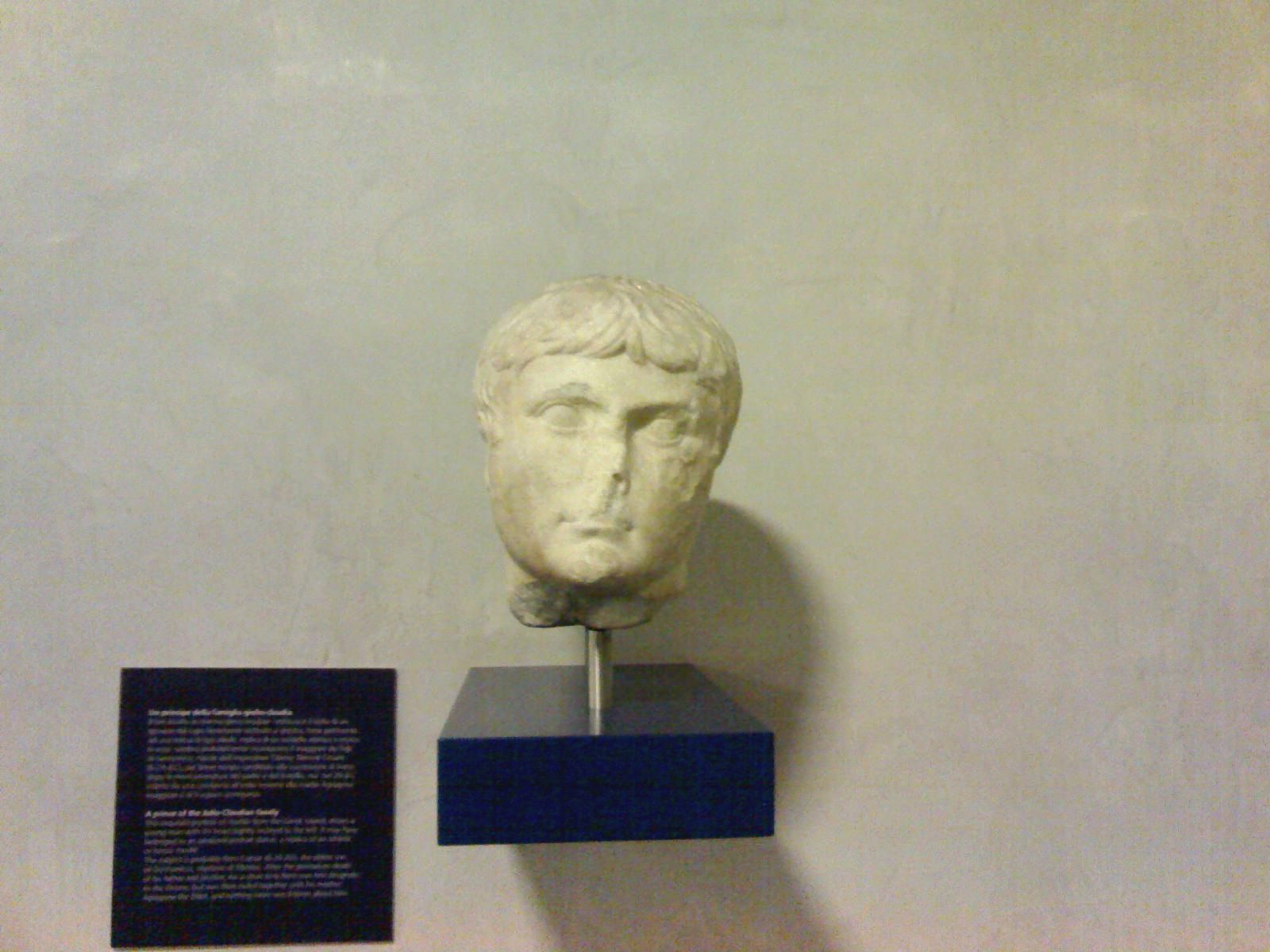
La cabeza de mármol, probablemente de Germánico (actualmente en el museo Stazione Neapolis).

Además, se encontraron varias esculturas, entre las cuales una cabeza de mármol que, aunque inicialmente se pensó que podía estar dedicada a Nerón, tras estudios posteriores, la hipótesis más aceptada es que representa a Germánico o un hermano de Calígula.
Otros restos relativos al tempio son estatuas, placas de mármol que datan de la segunda mitad del siglo I d. C., columnas, pavimentos con mosaicos y una representación de un héroe montado en un toro que sujeta por la crin dos leones, debajo de los cuales hay cráneos de bueyes. Se encontró también un ánfora funeraria que contiene el esqueleto de un niño, varios fragmentos de ánforas y materiales votivos.
Finalmente, salió a la luz una fuente medieval que data del siglo XIII, donde a un lado se encontraron dibujos que representan una torre de vigilancia y un desfile de barcos, muy probablemente naves militares que vuelven de una batalla.
Todos estos hallazgos han causado importantes retrasos en la construcción de la estación.
Los fragmentos de estas excavaciones y una maqueta de la fuente son visitables actualmente en el museo Stazione Neapolis, situado en el interior de la Línea 1 del Metro de Nápoles. Los ambientes estables, en su lugar, están en restauración a la espera de ser abiertos al público.